# Альдейярфосс
Альдейярфосс (исл. Aldeyjarfoss) — водопад, расположенный на севере Исландии в регионе Нордюрланд-Эйстра в северной части дороги около зандра Спренгисандур в пределах Исландского плато.
Наиболее интересной особенностью водопада является контраст между черными базальтовыми колоннами и белыми водами. В этом отношении он похож на водопад Свартифосс.
Воды реки Скьяульвандафльоут падают здесь с высоты 20 м. Окружающий базальт принадлежит лавовому полю, называемому Фрамбруни (исл. Frambruni) или Сюдюраурхрёйн (исл. Suðurárhraun). Слово hraun в переводе с исландского означает лава.